# Château de Poyanne
Le château de Poyanne se situe sur la commune du même nom, dans le département français des Landes. Il est classé aux monuments historiques par arrêté du 21 octobre 1957.

## Présentation

### Historique
Les seigneurs de Poyanne font construire en 1206 une maison forte à l'emplacement d'un ancien camp romain. Au début du XVIIe siècle, celle-ci est remplacée par le château actuel, plus confortable, conçu par l'architecte Gratien de Lerm.
Le Conseil général des Landes envisage initialement d'implanter un asile d'aliénés dans le château de Poyanne qu'il compte acquérir pour l'occasion. Mais celui-ci s'avère trop petit et d'un coût trop élevé. L'asile est finalement implanté à Mont-de-Marsan en 1912 et devient quelques années plus tard l'hôpital Sainte-Anne.
Durant la deuxième guerre mondiale, les archives de l'État belge sont conservées dans le château de Poyanne. La communauté des religieuses bénédictines quitte le château de Poyanne en 1985 et le met en vente. Le Conseil général des Landes en fait l'acquisition au printemps 1988.

### Architecture
L'édifice comporte cinq pavillons juxtaposés. Le pavillon central est en saillie sur les autres. Il semble remonter à 1624, tout comme celui qui lui est mitoyen vers l'Est. Le pavillon de l'extrémité Est, sans doute construit à l'emplacement de l'ancienne forteresse, doit être antérieur à cette date. Les deux pavillons Ouest semblent postérieurs.
La toiture du pavillon central prend la forme d'un dôme, surmonté d'un belvédère. Des bandeaux soulignent les trois étages. La façade nord présente un étage de plus en raison de la déclivité du terrain. Frontons et denticules ornent les fenêtres et les mansardes.
À l'intérieur, le premier étage est occupé par l'ancienne salle de réception avec son plafond à caissons dorés et peints et une cheminée monumentale en bois sculpté.